# Salton City
Salton City è un census-designated place (CDP) degli Stati Uniti d'America, situato in California, in particolare nella contea di Imperial.